# نلسون ریدل
نلسون ریدل (انگلیسی: Nelson Riddle؛ ۱ ژوئن ۱۹۲۱ – ۶ اکتبر ۱۹۸۵) یک موسیقی‌دان اهل ایالات متحده آمریکا بود.

## جوایز
وی برنده جوایزی همچون جایزه اسکار بهترین موسیقی فیلم شده‌است.

## گزیده فیلم‌شناسی
- ۱۱ یار اوشن(۱۹۶۰)
- لولیتا(۱۹۶۲)
- ۴ نفر برای تگزاس(۱۹۶۳)
- پاریس در تب‌وتاب(۱۹۶۴)
- چه راهی برای رفتن!(۱۹۶۴)
- هارلو(۱۹۶۵)
- خط قرمز ۷۰۰۰(۱۹۶۵)
- بتمن(۱۹۶۶)
- ال دورادو(۱۹۶۶)
- گتسبی بزرگ(۱۹۷۴)